# Badarska kultura
Badarska kultura je najstarija zemljoradnička kultura u srednjem i gornjem Egiptu. Ime je dobila po pokrajini El-Badari u blizini Sohaga. Na više lokaliteta otkriveno je oko 600 grobova i 40 naselja koja pripadaju ovoj kulturi. U ovom razdoblju se pojavljuju razvijeni oblici materijalne kulture. Stanovništvo se bavi lovom i ribolovom, uzgaja stoku i ječam. Zanati dostižu veći razvitak nego u Mermidi i El Fajumu. Glačaju trvde vrste kamena. Pletu i izrađuju tkanine. Keramika je visoko razvijena (geometrijski ornament), pojava metalurgije, a bakar dominira. Kult mrtvih dobiva preciznije oblike. Pronađeni su grobovi sa zgrčenim kosturima i bogatim ukrasima. Kultne statue predstavljaju životinje, a prisutan je totemizam.

## Kronologija
Kronologija Badarske kulture nije još uvijek potpuno određena. Njezin relativni položaj u odnosu na mlađu kulturu Nakade je poznat od ranije, na osnovu iskopavanja u sjevernoj Hamamiji. Metodom termoluminiscencije određeno je da je ta kultura mogla postojati oko 5000 godina pr. Kr. ali pouzdanih materijalnih dokaza ima za period od 4400. do 4000. godine pr. Kr.

## Porijeklo
Porijeklo Badarske kulture nije potpuno utvrđeno. Ranije se smatralo da je njezino porijeklo na jugu, međutim, ova teorija nije više prihvaćena. Neki stručnjaci tvrde da je postojala jedna starija tasijska kultura, koja bi bila nastavak donjeegipatskih neolitskih kultura. Većina ipak smatra da je tasijska kultura samo jedan dio Badarske kulture. Po tehnologiji obrade kamena Badarska kultura pokazuje sličnost s neolitskim kulturama Libijske pustinje, a vjeruje se i da je keramika Badarske kulture nastala razvojem keramike saharskog neolita kao i kulture Merimde iz donjeg Egipta.

## Rasprostranjenost
Zbog malog broja i slabo pronađenih lokaliteta još uvijek nije moguće točno utvrditi rasprostranjenost Badarske kulture. Postoje lokaliteti koji se nalaze južnije kod Hijerakonpolisa, pa je moguće da je postojalo više srodnih kultura na tom području ili jedinstvena kultura na cijelom području, pri čemu se zadržala duže samo na prostoru samog Badarija.

## Keramika
Najpoznatiji element ove kulture je keramika koja je bila stavljana uz pokojnike prilikom pokopa. Ova keramika je rađena rukom od nilskog mulja. Keramika je rađena s puno truda i njeni najbolji radovi s izuzetno tankim zidovima nisu nadmašeni tijekom cjelokupne kasnije egipatske povijesti. Oblici su jednostavni i sastoje se od posuda i zdjela s ravnim dnom. Iako su ukrašene posude rijetke, češljasti detalj prisutan na najfinijoj keramici je jedinstven za ovu kulturu.